# 5時に夢中!サタデー
5時に夢中!サタデー（ごじにむちゅう!サタデー）はTOKYO MXで放送されていた生放送情報番組。『5時に夢中!』の土曜日版。

## 概要
番組の大テーマは「言論の自由」。基本的にはワイドショースタイルである。視聴者層の拡大を目的として昼の時間帯に進出。開始当時は午前11時台の放送ではあるが、平日版のタイトルを継承した。通称は「5時サタ」。
平日は『東京シティ競馬中継』によるマルチ編成を実施するため地上デジタル放送では標準画質で放送される場合があるが、午前11時台の頃当番組はマルチ編成を行わないため常時ハイビジョン放送を行っている。しかし午前11時台の放送であるがために『高校野球東京予選中継』と重なることもあり、2011年7月30日は西東京予選決勝の放送のため休止となった。
2012年7月 - 2013年2月まで、2013年6月 - 12月、2014年3月はスポンサーがなく、冒頭の挨拶では殆どの週でネタにされており、スポンサーがない日は「学級放送」とも揶揄されていた。また、この場合はオープニング・エンディングの屋外映像も省略される。
当番組は『5時に夢中!』のネット局である群馬テレビ・KBS京都・サンテレビでは放送がなく、完全MXローカルである。ただし、群馬県マスコットキャラクターの「ぐんまちゃん」のぬいぐるみは当番組でもそのまま設置されている。2013年4月6日の放送からは放送時間が平日と同じ17:00からに変更され、60分番組に拡大される。17:00からの変更に伴い、前述の『東京シティ競馬中継』によるマルチ編成が行われることがあり、標準画質放送になるケースがある。また、17:00変更後は休止が相次いでおり、2013年9月以降では月1回のペースで休止している。
- 2013年9月28日:『スポーツ祭東京2013開会式』放送のため
- 2013年10月19日・11月23日・12月7日:FC東京戦中継（サッカー中継）のため
- 2014年3月15日:東京都議会中継ダイジェスト放送のため

2014年3月22日をもって、番組終了が決定。同年4月5日からは同枠で『5時に夢中!』に何度かゲスト出演している田村淳（ロンドンブーツ1号2号）と、金曜月1レギュラーである上杉隆がMCを務める情報・報道番組『淳と隆の週刊リテラシー』が後継番組として放送される（後に上杉が降板し、『週刊リテラシー』に変更）。

## MC
番組では、メインMC（司会）とアシスタントの総称を「MC」としている。
メインMC
- 町亞聖（2012年4月7日 - 2014年3月22日：2代目メインMC）
  - 姉妹番組『5時に夢中!』の金曜メインMC。
  - 2011年8月27日に夏休みのため欠席した逸見太郎の代理で「5時に夢中!サタデー」の代理MCを務めた。
  - 2014年4月以降もMXに出演し、『週末めとろポリシャン♪』のMCとして出演する。

アシスタント
- 内藤聡子（2011年4月2日 - 2014年3月22日）
  - 姉妹番組『5時に夢中!』の、月曜日から木曜日のアシスタント。

### 過去のMC
メインMC
- 逸見太郎（2011年4月2日 - 2012年3月31日：初代メインMC）
  - 姉妹番組『5時に夢中!』のメインMC。

代理MC
- 町亞聖（2011年8月27日）
  - 逸見太郎の夏休みの際の代理。のちに逸見太郎の後任としてメインMC就任。
- 長谷川豊（2013年8月31日）
  - 町亞聖の夏休みの際の代理。2013年4月にフジテレビを退職したフリーアナウンサー。
  - 当番組出演3日前の8月28日に、同じMXの『ニッポン・ダンディ』（これも町亞聖の代理MC）でフリー転向後テレビ初出演を果たしている。

代理アシスタント
- 大桃美代子（2011年9月3日）
- 唐橋ユミ（2012年7月7日）
- 我妻絵美（2013年7月6日）
上記3人はいずれも内藤聡子の夏休みの際の代理であり、3人とも内藤が所属する三桂所属。

## コメンテーター
平日版とは異なり、40代のオジサン芸能人が土曜の午前中に暇で自宅にこもっているお父さん達を代表して起用されている。なお、当番組終了後は両名とも『バラいろダンディ』の水曜ダンディとして出演するため、事実上土曜夕方から水曜夜に移動する形で続投される。
- 玉袋筋太郎（タレント。2011年4月2日 - 2014年3月22日）

2010年9月17日に、平日版のゲストコメンテーターとして出演。2013年11月6日（水曜）には、中村うさぎの病気療養に伴う代役として出演。
通常昼間からゴールデンタイムの番組に出演する場合は「玉ちゃん」名義で出演する場合も多いが、当番組では「玉ちゃん」ではなく玉袋名義で出演している。
- 宇多丸（ラッパー。2011年4月2日 - 2014年3月22日）

2010年11月5日に、平日版のゲストコメンテーターとして出演。2013年10月16日（水曜）には、中村うさぎの病気療養に伴う代役として出演。
2013年3月16日放送では、前日に行われた福岡国際会議場でのライブ帰りの飛行機が遅れたため、2分遅れで（11:02頃）スタジオ入りした。

## レギュラー
- マリア・テレサ・ガウ（2013年4月6日 - 2014年3月22日）

イギリス出身。ティアナの後任で、同じく女性黒船特派員。2013年4月以降、外国人の黒船特派員はジョナサン・シガー（木曜）とガウのみとなった。
黒船特派員就任前は『ザ・ゴールデンアワー』などに出演し、就任直前の2013年4月2日（火曜）には『5時に夢中!』の「バブルの虎」のレポーター（遠藤勇樹の代役）として出演している。同年7月20日に欠演し、代打として小森美果が出演（女性日本人特派員としては初となる）。
2013年3月21日,3月28日には早期降板したデイビット・矢野に変わり、金曜の代打黒船特派員として出演する。
2014年4月からは月曜の黒船特派員として出演する。
- 寺田真二郎（2011年4月16日 - 2014年3月22日）

開始当初は「寺田真二郎のPaPaっとパパごはん」に出演。コーナー終了後は番組後半のコーナー（「タマさん、ウタさんのこもりのおじちゃま」等）の終盤で料理を披露するため、コーナーレギュラーの形で出演している。
『5時に夢中!』の火曜コーナー「ごはんによくあう 今日のおいC」（2012年）にも不定期出演。かつて金曜日のレギュラーコーナー「おしゃべりキッチン」に出演していた。
2013年3月30日の「僕らはこうして創られた」最終回では、「2年間ありがとうございました」との発言があり降板が示唆されていたが、実際には2013年4月以降も継続して出演している。

### 過去のレギュラー
- ティアナ（2011年4月2日 - 2013年3月30日）

ウクライナ・キエフ出身。2006年4月に黒船特派員が創設されてから、初めての女性黒船特派員。2012年6月より、姉妹番組『夢中にサンデー!』にも出演。
かつて2007年にTBS『アイチテル!』に出演。「ベジタリアンの新婚妻」と紹介されていたが、現在では離婚していてバツイチ。現在は『ネプ&イモトの世界番付』（日本テレビ）などに出演している。
冷静な語り口である。日本語能力試験N2取得を目指している。

## 変遷
| 期間       | 期間       | MC       | MC           | レギュラー     | レギュラー     | レギュラー           | レギュラー | 放送時間              |
| 期間       | 期間       | 総合     | アシスタント | コメンテーター | コメンテーター | 黒船特派員           | その他     | 放送時間              |
| ---------- | ---------- | -------- | ------------ | -------------- | -------------- | -------------------- | ---------- | --------------------- |
| 2011.04.02 | 2012.03.31 | 逸見太郎 | 内藤聡子     | 玉袋筋太郎     | 宇多丸         | ティアナ             | 寺田真二郎 | 11:00 - 11:55（55分） |
| 2012.04.07 | 2013.03.30 | 町亞聖   | 内藤聡子     | 玉袋筋太郎     | 宇多丸         | ティアナ             | 寺田真二郎 | 11:00 - 11:55（55分） |
| 2013.04.06 | 2014.03.22 | 町亞聖   | 内藤聡子     | 玉袋筋太郎     | 宇多丸         | マリア・テレサ・ガウ | 寺田真二郎 | 17:00 - 18:00（60分） |

## 番組コーナー

### 番組終了時のコーナー
- 生投票

『5時に夢中!』内でもお馴染みのコーナー。生放送の当日（前後）に起きたニュース・事件・芸能の話題やスポーツ紙の記事について、生放送中に視聴者から番組のホームページ、番組の公式Twitter、MXの携帯電話公式サイトから生投票を取るコーナー。「夕刊ベスト8」の終わった直後に生投票の中間発表がされ、番組のエンディングで結果発表。
番組ホームページの投稿フォーム、番組公式Twitterアカウントへのリプライ（@gojimu で投稿した内容）に寄せられた投票・メッセージの一部はエンディングで紹介される。
キー局のワイドショーなどで取り扱っているニュースとこの生投票では世論（主に視聴者の思想）が正反対の結果になることがよくあり、これが大きな特徴。
FAXでの募集は、『5時に夢中!』同様2012年10月-2013年3月は廃止されていたが、現在は復活している。
- 夕刊ベスト8

2013年4月より放送時刻が17:00からに変更されたことに伴い、平日と同じ「夕刊ベスト8」となった。夕刊紙（全国紙の夕刊、東京スポーツ、夕刊フジ、日刊ゲンダイ）の注目記事を紹介する。
なお、『5時に夢中!』と異なり、4位と3位の間で「チラッと見出しだけ」は行われず、後述する「プラっと行っといで!」が行われる。
祝日の場合は『5時に夢中!』と異なり、「全国横断!地方紙ベスト8」にはせず、当番組は「夕刊ベスト8」のままで行う。この場合、中央競馬の出馬表掲載のため発行される東京スポーツと、当日発行の朝刊（後述の「朝刊ベスト8」と同様、一般紙と日刊スポーツなどの朝刊スポーツ紙）から記事を厳選して紹介する。
- プラっと行っといで!

2013年5月4日より放送。
土曜日は基本的に週刊誌が発行されないために「チラッと見出しだけ」ができないので、ガウがこれから行われるイベント情報を紹介する。
- 問題発言で振り返る! ゆるっと一週間!!

『5時に夢中!』内での「衝撃コメント」を各曜日1つずつダイジェストで紹介する。基本的にはそのまま放送するが、下ネタ発言の紹介は極力少なくしており、あったとしても自主規制音の処理がされたり、下ネタ発言する前に次の曜日の問題発言に強制的に切り替わる演出がされる。
ダイジェストがはじまる前に、黒船特派員によるコーナー紹介が行われる。その際に黒船特派員が小ネタを披露する。
- - ティアナ：テレビの前のお父さん・奥さんを挑発するコメントを日本語で披露。
  - ガウ：季節柄の不平不満を英語で披露（下側に日本語訳を表記）。2013年4月のみ、ティアナ同様のお父さん・奥さんを挑発するコメントであった。

VTR終了後は、町が出演する前日（金曜）の問題発言に対し、町が軽く謝罪ないしフォローのコメントをすることがある。また、「視聴者からのメッセージ」として、メールや電話で頂いた、視聴者からのコメントを紹介することがある。コーナーに因みロシア民謡の『一週間』が使われている。コメントは番組ないしMX全体のサービス、ややもするとMXの局自体を批判するようなものが大半である。中には「三浦知良を日本代表にしろ」や「地デジ化したいが電気屋が忙しくて来てくれない」など、MXや当番組に言われても困るような珍意見も紹介される。
番組最終回では、この形式で玉袋・宇多丸の問題発言が「僕らはこうしてやり終えた（仮）」というコーナー名で紹介された。
- たまうたゼミナール 逆説の現代史

2013年4月6日から放送。
放送当日と同じとき（例：初回ならば、過去の「4月6日」）に起きた出来事を取り上げ、その中から1つを玉袋・宇多丸がより詳しく紹介する。紹介後は、料理研究家の寺田真二郎がとりあげた内容に因んだ料理を「あの日の味にかえりたい」として紹介する。
最初に当日に起きた出来事・誕生日の著名人などを1枚のフリップにまとめたもので紹介する。大抵は20世紀（1901年）以降の出来事・著名人が殆どであるが、必ずといっていいほど1,2個は紀元前から中世にかけての古すぎる出来事や著名人が混ざっているため、出演者全員でいじるのがお約束でもある。
番組末期には「テコ入れ」と称して、一風変わったゲスト（ビートきよしなど）を呼ぶなどのお約束があった。
最後に町が「△△を食べながら、○○に思いを馳せてみてはいかがでしょうか」と言ってコーナーを締める（○○は取り上げた日、△△は「あの日の味にかえりたい」の料理）。
- TOKYO HEADLINEニュース（不定期）

『5時に夢中!』の月曜日にも行われているコーナー。明後日月曜日に発行される『TOKYO HEADLINE』から注目記事を伝える。
- 黒船天気予報

『5時に夢中!』と同様、本社屋上の情報カメラの映像と共に黒船特派員が東京都の天気を伝える。『5時に夢中!』同様、2013年4月からは出身国の天気と、各々の出身国の国歌がBGMで流れる演出は廃止された。

### 不定期コーナー
- タマさん、ウタさんの勝手に!喜怒哀楽

『5時に夢中!』内でも過去に行われていたコーナーでもあり、6か月ぶりに復活した。寺田真二郎不在時の臨時コーナー。
コメンテーターが喜・怒・哀・楽のテーマから1つに絞り世の中や自身の身の回りで起こったできごとを語る「心のヌーディストビーチ」。

### 終了したコーナー
- チラッと!イベント情報

朝刊ベスト8の4位発表後にあったミニコーナー、週末に行われる予定の気になるイベントを紹介。
東日本大震災の影響でイベント中止が相次いだことで放送2回目までに終了。
- 寺田真二郎のPaPaっとパパごはん

土曜日の夕食ぐらいは「パパに作ってもらいもの」がコンセプト。このコーナーでは30・40代の女性に支持されているイケメン料理家の寺田真二郎が料理をしない男性（このコーナーでは宇多丸のことを指している）でも簡単に作れる「超簡単レシピ」を紹介。
その料理を宇多丸メイン・玉袋サポートという形態で二人が調理し、小姑（内藤・ティアナ）が試食。
2011年4月16日から5月14日までの5回で終了。
- タマさん、ウタさんのこもりのおじちゃま

2011年5月28日から2012年12月22日まで放送。
休日に、家族で家に篭って楽しめる「イエナカレジャー」を紹介（プレゼンは玉袋・宇多丸が週ごとに交替して行う）。
「イエナカレジャー」紹介後は、料理研究家の寺田真二郎が家篭りに最適な料理を「おコモリレシピ」として紹介する。
コーナータイトルは「小森のおばちゃま」こと映画評論家の小森和子から。最後に町が「休日は○○をして、△△を食べる。これで決まり!」と言ってコーナーを締める（○○は取り上げたイエナカレジャー、△△はおコモリレシピの料理）。
例外として、2012年3月31日では、この日で卒業する逸見がプレゼンを行い、日焼けグッズを紹介した。また、最終回の2012年12月22日では、これまで番組内で数多くあった失言・問題発言・謝罪沙汰になった発言（主に玉袋）、「ゆるっと一週間」に寄せられた珍意見を処分・隠蔽する目的でシュレッダーを特集した。
- お寝坊さんのための朝刊ベスト8

11時台に放送されていた頃の前半コーナー。『5時に夢中!』内でもお馴染みのコーナーである「夕刊ベスト8」のサタデー版。昼番組のため、朝刊の記事を紹介する。そのため、夕刊のみの東京スポーツなどが登場しない一方、朝刊のみの日刊スポーツやスポーツニッポンなどの記事が紹介されていた。なお、祝日でも朝刊は発行されるので、「地方紙ベスト8」はこの期間行われていない。
- 僕らはこうして創られた

2013年1月12日から3月30日まで放送。
宇多丸・玉袋の人生哲学などにおいて影響を受けたものを紹介するドキュメンタリー企画。宇多丸・玉袋の幼少期 - 青年期にあたる1970年代 - 1980年代の懐かしいものを中心に紹介する。途中からは毎回1つの年をとりあげ、その年におきた出来事をまとめた年表でトークを行っていた（かつて2012年に『ニッポン・ダンディ』の月曜コーナーで行われていた「プレイバックダンディ世代」と同様）。
プレゼン終了後は、料理研究家の寺田真二郎が「寺田真二郎 思い出の味」として、紹介した内容（紹介した年）に因んだ料理を紹介する。
最後に町が「△△を食べながら、○○に思いを馳せてみてはいかがでしょうか」と言い、テロップでは「○○に思いを馳せながら、△△を食べる。これで決まり!」出してコーナーを締める（○○は取り上げた2人のルーツとなったもの、△△は「寺田真二郎 思い出の味」の料理）。

## スタッフ
- プロデューサー：大川貴史
- 構成・台本：細田マサシ
- ナレーション：ミッツ・マングローブ
- 製作・著作：TOKYO MX